# 单穗桤叶树
单穗桤叶树（学名：Clethra monostachya）为桤叶树科桤叶树属下的一个种。

## 扩展阅读
- 維基物種上的相關：单穗桤叶树